# 尹春根
尹 春根（ユン・チュングン、윤춘근）は、大韓民国の軍人。

## 経歴
1914年、慶尚南道馬山に生まれる。満州第一中学校卒業。
1937年9月、中央陸軍訓練処第5期卒業。見習軍官を経て同年12月、少尉に任官して歩兵第25団に配属。後に間島特設隊に配属。1940年7月、勲五位景雲章を受章。1941年3月、任中尉。第2次世界大戦終戦時は第6軍管区歩兵第7団上尉連長として服務していた。
1946年12月、警備士官学校2期卒業、任少尉（軍番10211番）。第9連隊創設要員として勤務。
1949年3月15日、第15連隊長。
1949年11月13日、第9連隊長（中領）。
1950年7月4日、第1連隊長。同年8月7日、首都師団参謀長。同年9月、第8師団副師団長。
1952年、西南地区戦闘司令部司令官。
1952年11月8日、第12師団長（准将）。
1955年2月22日、第30師団長（少将）。
1957年8月、教育総本部副総長。
第1管区司令官を経て1959年12月21日、第5管区司令官。
1962年、5・16軍事クーデター時は第1軍副司令官。
1962年3月、予備役編入。予備役編入後は浦項製鉄顧問。
2008年4月29日に民族問題研究所と親日人名辞典編纂委員会が発表した親日人名辞典収録対象者軍部門に記載。

## 参考
- 佐々木春隆『朝鮮戦争/韓国篇 上巻 建軍と戦争の勃発前まで』原書房、1976年。
- 佐々木春隆『朝鮮戦争/韓国篇 下巻 漢江線から休戦まで』原書房、1977年。
- 친일인명사전편찬위원회 編 (2009). 친일인명사전 2. 친일문제연구총서 인명편. 민족문제연구소. ISBN 978-89-93741-04-9

| 軍職    | 軍職                                        | 軍職        |
| ------- | ------------------------------------------- | ----------- |
| 先代 ？ | 第5軍管区司令官 第?代：1959.12.21 - 1960.12 | 次代 朴基丙 |